# Fulenn
A Fulenn (magyarul: Szikra) a francia Alvan & Ahez közös dala, mellyel Franciaországot képviselték a 2022-es Eurovíziós Dalfesztiválon Torinóban. A dal 2022. március 5-én, a francia nemzeti döntőben, a Eurovision France: C’est Vous Qui Décidez-ben megszerzett győzelemmel érdemelte ki a dalversenyen való indulás jogát.

## Eurovíziós Dalfesztivál
2022. február 16-án vált hivatalossá, hogy a formáció alábbi dala is bekerült a francia eurovíziós nemzeti döntő mezőnyébe. A dal március 5-én megnyerte a nemzeti döntőt, ahol a nézői szavazatok alakították ki a végeredményt, így az alábbi dallal képviselik Franciaországot a következő Eurovíziós Dalfesztiválon.
A dalfesztivál előtt Londonban, Tel-Avivban, Amszterdamban és Madridban eurovíziós rendezvényeken népszerűsítették versenydalukat.
Mivel Franciaország tagja az automatikusan döntős „Öt Nagy” országának, ezért a dal az Eurovíziós Dalfesztiválon először a május 14-én rendezett döntőben versenyezett, de előtte az első elődöntő zsűris főpróbáján is volt hallható. Fellépési sorrendben hatodikként léptek fel, a Svájcot képviselő Marius Bear Boys Do Cry című dala után és a Norvégiát képviselő Subwoolfer Give That Wolf a Banana című dala előtt. A szavazás során a zsűri szavazáson összesítésben huszonnegyedik helyen végeztek 9 ponttal, míg a nézői szavazáson tizenkilencedik helyen végeztek 8 ponttal, így összesítésben 17 ponttal a verseny utolsó előtti helyezettjei lettek. 
A következő francia induló La Zarra Évidemment című dala volt a 2023-as Eurovíziós Dalfesztiválon.

## A dal háttere
A dalt a celtic electronica műfajába sorolják. Ez a műfaj a hagyományos kelta zenét keveri a napjainkban igen népszerű EDM-dalokkal.
A dal egy, a biztonságával nem törődő nőről szól, akinek története a breton mitológiára emlékeztető, breton nyelven íródott, allegorikus dalszövegben jelenik meg.